# Winter's Day
「Winter’s Day」は、2015年11月3日に発売されたTWEEDEES2枚目のシングルである。

## 概要
アナログ(7インチ)【完全限定生産】および配信限定シングルとしてリリースされた。
アナログ盤には、冬を美しく彩る新曲「Winter’s Day」と、カップリングとして2015年3月にリリースしたアルバム『The Sound Sounds.』に収録の「Boop Boop Bee Doop!」を、新たにミックスし直したバージョンが収録されている。

## 収録曲
1. Winter’s Day
2. Boop Boop bee Doop!～New Mix～